# Ruditapes decussatus

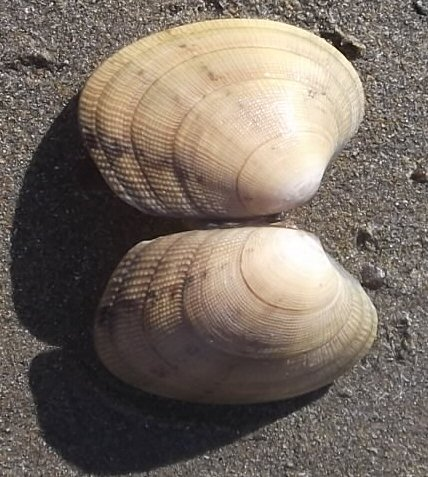
Conchas de amêijoa-fina.

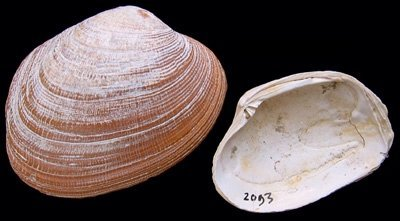
Concha fóssil recolhida no Mar do Norte.

Ruditapes decussatus Linnaeus, 1758 é uma amêijoa conhecida pelos nomes comuns de amêijoa-legítima, amêijoa-fina ou amêijoa-boa. Esta espécie de moluscos bivalves da família dos Veneridae é objecto de uma importante actividade comercial, incluído capturas em rias e lagunas e aquicultura, sendo a amêijoa mais apreciada e o bivalve que atinge maior valor comercial no mercado europeu. Para além do interesse comercial, e à semelhança de muitas outras espécies de bivalves, a espécie é utilizada como bioindicador da qualidade ambiental, pelo que tem sido objecto de numerosos estudos e publicações científicas. Recentemente o transcriptoma desta espécie foi sequenciado assim como foram desenhados microarrays para o estudo do comportamento de determinados genes em condições de infecção por Perkinsus olseni. As culturas de células deste bivalve têm sido utilizadas como modelo experimental, preciso e sensível, para a avaliação da toxicidade de produtos químicos.

## Descrição
A concha, relativamente fina em comparação com outras espécies de amêijoas, caracteriza-se por ter as estrias radiais e longitudinais bem marcadas, as quais desenham um quadriculado patente, principalmente na parte de trás, o que lhe originou o nome específico (latim: decussatus; "entrecruzadas"). A presença deste desenho é a forma mais segura de identificar a espécie, sendo preferível à cor da concha, a qual é muito variável: dependendo do tipo e composição do substrato em que o espécime se desenvolveu, a cor da concha varia entre o cinzento claro e o castanho escuro, com predominância dos tons pardos claro ou cinza. Adicionalmente, a concha pode apresentar manchas mais escuras, irregularmente distribuídas, ou bandas escurecidas. As duas valvas apresentam em geral a mesma cor.
Apresenta dois sifões longos (sendo por isso referida como amêijoa-cornuda), graças aos quais pode sobreviver enterrada a profundidades de até 15–30 cm na areia e vasa, suportando as fases de maré baixa recuando em profundidade. Os sifões são separados um do outro em todo o seu comprimento, o que também permite reconhecer a espécie face a espécies morfologicamente similares. O quadro seguinte permite a comparação com as espécies comerciais mais comuns.
| Amêijoa-fina (Ruditapes decussatus)                                        | Amêijoa-japonesa (Ruditapes philippinarum)                                                     | Amêijoa-babosa (Venerupis pullastra)                                |
| Estrias finas e regulares, com as radiais e as longitudinais bem marcadas. | Estrias radiais mais marcadas, e as longitudinais não são facilmente visíveis na região média. | Estrias longitudinais mais marcadas; as radiais pouco pronunciadas. |
| Marca de inserção do ligamento só pronunciada na valva direita.            | Marcas pronunciadas nas duas valvas.                                                           | Pouco diferenciadas.                                                |
| Face interna da concha branca ou com ligeiro tom laranja.                  | Castanho, violácea ou amarela.                                                                 | Branca, rosada ou alaranjada.                                       |
| Sifões separados em toda a sua longitude.                                  | Soldados na maior parte.                                                                       | Soldados em toda a sua longitude.                                   |
| Dupla fila de tentáculos no bordo do sifão inalante.                       | Três filas de tentáculos.                                                                      | Duas filas de tentáculos.                                           |

## Distribuição e habitat
Está presente em todo o litoral atlântico europeu e no Canal da Mancha, rara no Mediterrâneo. Nas costas africanas, a área de distribuição chega até ao Senegal. Presente nos Açores (apenas na Lagoa da Fajã de Santo Cristo).
O habitat típico são as lagunas e reentrâncias da costa com fundos de areia limpa e firme ou cascalho, desde a zona entremarés até profundidade 20 metros.
O desenvolvimento varia muito segundo as temperaturas da água e a riqueza em plâncton, alcançando o tamanho comercial, de 3-5 centímetros de comprimento, ao fim de 3 ou 4 anos. Pode chegar a medir 6–8 cm. O tamanho mínimo admitido para comercialização na União Europeia é de 40 mm no eixo maior da concha.

## Cultura
Na Europa, a maior parte das larvas da amêijoa-boa é recolhida da natureza. Não obstante, as larvas podem igualmente ser produzidas em estações de produção de juvenis, onde a reprodução pode ser estimulada por choque térmico, pela adição de sémen ou pela libertação de gâmetas. Os ovos fecundados são filtrados através de peneiras e colocados em diferentes tipos de recipientes até atingirem o estádio larvar. Até à sua metamorfose, as amêijoas são alimentadas com microalgas.
A amêijoa-boa pode ser cultivada em maternidades com sistemas de alimentação controlados que utilizam algas unicelulares.
Em alternativa, pode ser cultivada em sacos de rede em mesas de cultura. Na Irlanda, as maternidades consistem em sacos de rede colocados sobre placas localizadas na zona da baixa mar. A amêijoa deve ser tamanho idêntico e que não haja competição pelos alimentos, caso em que as amêijoas mais pequenas teriam um crescimento mais lento.
As técnicas de engorda da amêijoa-boa exigem a manutenção regular do substrato. É necessário retirar as algas e os predadores
(como caranguejos e estrelas do mar) e o substrato deve ser devidamente oxigenado. É importante que a densidade de amêijoas seja adequada.
A amêijoa é preferencialmente cultivada em zonas entremarés, ao abrigo de ventos, vagas e correntes fortes. No entanto, determinados tipos de lagunas ostreícolas podem igualmente ser utilizadas para a cultura de amêijoa. Antes de lançar as amêijoas, a zona deve ser preparada e limpa, de modo a não atrair predadores. As amêijoas são cobertas com rede, o que ajuda a protegê las dos predadores. Na Europa, foi desenvolvida uma máquina que abre os sulcos na rede e, simultaneamente, lança as sementes. As redes devem ser limpas regularmente, a fim de evitar a incrustação de organismos, o assoreamento e a infiltração de predadores.
Consoante a abundância de alimentos no meio, as amêijoas atingem os 40 mm em cerca de dois a três anos.

## Apanha e comercialização
O método de pesca mais comum é a pé, entrando a vau na maré baixa, fazendo a recolha com um sacho, guiando-se pelos buracos que os sifões deixam na areia, mas também se utiliza o arrasto a partir de pequenas embarcações.
As capturas totais durante o ano 2011 na Galiza, principal região produtora, ascenderam a  773 323,09 kg, num valor de € 15 018 743,21 (valor mínimo: 4,95 €/kg; valor máximo: 54,90 €/kg; valor médio: 19,42 €/kg).
As capturas totais em Portugal, no ano 2011, foram de 2339 toneladas. A principal zona de produção localiza-se na Ria Formosa
Os perigos sanitários derivados da possível contaminação bacteriana procedente de descargas fecais são semelhantes aos descritos para os restantes moluscos bivalves.
Esta espécie de amêijoa sobrevive fora da água muito tempo, mais que as outras espécies  comerciais de amêijoa.
A forma mais habitual de consumo é em cru, com adição de sumo de limão, mas podem utilizar-se em várias confecções culinárias (como caldeiradas, na prancha, à marinheira ou em guisados e ensopados).